# Verneusses
Verneusses – miejscowość i gmina we Francji, w regionie Normandia, w departamencie Eure.
Według danych na rok 1990 gminę zamieszkiwały 203 osoby, a gęstość zaludnienia wynosiła 13 osób/km² (wśród 1421 gmin Górnej Normandii Verneusses plasuje się na 698. miejscu pod względem liczby ludności, natomiast pod względem powierzchni na miejscu 123.).